# Rodrigo Rodrigues (1873-1956)
Rodrigo Rodrigues (Ponta Delgada, 3 de novembro de 1873 — Ponta Delgada, 11 de fevereiro de 1956) foi um poeta simbolista, paleógrafo e investigador nos campos da história e da genealogia. Deixou extensa obra nos campos da poesia, da história, da genealogia e da crítica literária.

## Biografia
Nasceu em Ponta Delgada no seio de uma família abastada. Foi educado num meio social e familiar dado ao cultivo da música, que aprendeu antes das primeiras letras. Concluiu os estudos primários e secundários em Ponta Delgada, onde foi aluno do Liceu Antero de Quental, escola que frequentou de 1889 a 1894 e onde foi discípulo de Eugénio Pacheco, jornalista e homem de letras (companheiro de António Nobre em Paris), e do latinista e linhagista José Pedro da Costa, que o terão influenciado na vocação literária.
Com o objectivo de ingressar carreira de oficial da Marinha de Guerra Portuguesa, terminado o ensino secundário matriculou-se na Escola Politécnica de Lisboa, onde de 1894 a 1896 frequentou os estudos preparatórios para ingresso na Escola Naval. Contudo, concluídos esses estudos, abandonou o projecto de seguir uma carreira naval e ingressou em 1896 no funcionalismo público, como escriturário na Delegação do Tesouro de Ponta Delgada.
Seguiu uma carreira de funcionário do Serviço de Finanças, carreira em que ascendeu até à categoria de director de Finanças (1913), cargo que desempenhou temporariamente em Angra do Heroísmo e, depois na Repartição de Finanças de Ponta Delgada, de que foi diretor de 1926 até atingir o limite de idade em 1943.
Com grande pendor para a investigação e para a actividade intelectual, interessou-se profundamente por diversos campos do saber, desde a Literatura e Filosofia à Astronomia, à Matemática e à Física. Esses interesses intelectuais levaram a que para além das suas funções na Repartição de Finanças, acumulasse com as de professor da Escola Normal Primária de Ponta Delgada, onde leccionou, entre outras disiciplinas, Português e História.
Ainda estudante do liceu, integrou-se nos meios intelectuais de Ponta Delgada, relacionando-se, entre outros, com Manuel Monteiro Velho Arruda, Manuel da Câmara, Jacinto Gago de Faria e Maia, Humberto de Bettencourt e Armando da Silva, alguns dos quais davam então os primeiros passos nas letras.
Neste período, com Humberto de Bettencourt e Armando da Silva, fundou a revista literária Exoterismos (1894), de que foi o principal colaborador, a qual, apesar de efémera, ficou na história da poesia açoriana como o único órgão do simbolismo. Rodrigo Rodrigues foi como poeta, o mais destacado seguidor do simbolismo nos Açores, ousado quanto à sumptuária verbal e à sensibilidade hiperdecadente, e o único que no arquipélago se ocupou criticamente da estética e história desta corrente poética. Sobre esta matéria são assinaláveis os seus artigos sobre Paul Verlaine, por ocasião da morte deste poeta, saídos em O Preto no Branco (1896) e sobre a génese do simbolismo em A Actualidade (1897).
Sobre temas filosóficos colaborou no semanário A Palavra, sob o heterónimo de Gaspar do Sol, com «Os solilóquios de Samuel de Góis». 
Contudo, a poesia e a filosofia apenas o atrairam na juventude, centrando depois a sua actividade intelectual na investigação histórica, principalmente no campo da genealogia e no traslado de antigos códices açorianos. Com qualidades natas de paleógrafo investigou os códices dos mais diversos cartórios e arquivos.
No seu espólio encontra-se a maior parte da sua obra, em parte ainda inédita, incluindo Extractos dos livros da Misericórdia de Ponta Delgada, Cópia dos Registos Paroquiais de S. Miguel, A Toponímia de Ponta Delgada, Genealogias de São Miguel e Santa Maria e 14 cadernos de Notas Históricas. Também deixou cópias integrais da sua leitura de vários manuscritos então inéditos, entre os quais o Espelho Cristalino, de frei Diogo das Chagas, a Fénix Angrense, do padre Manuel Luís Maldonado, e As Crónicas da Província de São João Evangelista, de frei Agostinho de Mont'Alverne, que serviu para a sua publicação, em 1986, pelo Instituto Cultural de Ponta Delgada.
Em 1922 foi um dos promotores da comemoração do quinto centenário do nascimento de Gaspar Frutuoso e o principal responsável pela publicação dos três volumes do Livro IV das Saudades da Terra, relativo à ilha de São Miguel.
Foi sócio fundador do Instituto Cultural de Ponta Delgada, sócio honorário do Instituto Histórico da Ilha Terceira, sócio correspondente do Instituto Genealógico Brasileiro, sócio honorário do Instituto Histórico e Genealógico de São Paulo e membro da Associação de Arqueólogos Portugueses, entre diversas outras agremiações culturais. Fez parte da Comissão de Toponímia da Câmara Municipal de Ponta Delgada e do corpo da redacção do Anuário da Nobreza de Portugal. Apaixonado pela música, foi em 1923 um dos sócios fundadores da Academia Musical de Ponta Delgada. 

## Obras publicadas
Para além de múltiplas contribuições dispersas pela imprensa periódica, é autor das seguintes obras:
- (1896) Paul Verlaine. Semanário Preto no Branco, ponta Delgada, edição de 14 de Fevereiro de 1896.
- (1922) Notícia Biográfica do Dr. Gaspar Frutuoso. Livro III das Saudades da Terra, Ponta Delgada, Tip. do Diário dos Açores [Edição do 5.º Centenário do Nascimento de Gaspar Frutuoso].
- (1945) A Ermida do Paço dos Donatários desta Ilha, em Ponta Delgada e a desaparecida Igreja de S. Mateus da mesma cidade. Insulana, 1: 61-70.
- (1945) O Licenciado António de Frias e Rua de Sant'Ana. Insulana, 1: 290-291.
- (1945) A Morgadinha de Cracas e o seu apressado casamento em 1767. Insulana, 1: 384-390.
- (1945) O padre António Vieira em S. Miguel. Insulana, 1: 221-229.
- (1945) Notas sobre Toponímia de Ponta Delgada. Insulana, 1: 455-456.
- (1946) Equívocos que é conveniente desfazer. Insulana, 2: 456-459.
- (1946) Equívocos que é conveniente esclarecer. Insulana, 2: 238-240.
- (1946) Quem é Gaspar do Rego Baldaia, o remetente para Ponta Delgada do Alvará Régio que a fez cidade, em 1546. Insulana, 2: 331-335.
- (1946) Domus Municipalis de Ponta Delgada. Insulana, 2: 383-388.
- (1947) A Família Marcondes do Brasil : Suas ascendências em Portugal. Boletim do Instituto Histórico e Genealógico de São Paulo, Ano VIII, 15-16: 301.
- (1983) O mais antigo documento escrito na ilha de S. Miguel, até agora conhecido : Escritura de venda feita em Vila Franca do Campo a 20 de Junho de 1492. Arquivo dos Açores, Ponta Delgada, Universidade dos Açores, XIII: 344.
- (1983) Certidão passada em Londres pelo Embaixador António de Castilho, a 20 de Abril de 1582. Arquivo dos Açores, Ponta Delgada, Universidade dos Açores, XIII: 568.
- (2008) Genealogias de S. Miguel e Santa Maria. Lisboa, Editora DisLivro Histórica (ISBN: 978-989-639-057-0).